# 帕拉瓜苏
帕拉瓜苏是巴西米纳斯吉拉斯州的一个市镇。总面积419平方公里，总人口19603人，人口密度46.8人/平方公里。